# Лук илийский
Лук илийский (лат. Allium iliense) — многолетнее травянистое растение, вид рода Лук (Allium) семейства Луковые (Alliaceae).

## Распространение и экология
В природе ареал вида охватывает Среднюю Азию.
Произрастает на щебнистых склонах в нижнем поясе гор, песках, выходах пестроцветных пород.

## Ботаническое описание
Многолетнее растение с шаровидной луковицей диаметром 1—2 см, покрытой чёрно-бурыми, бумагообразными оболочками и тонким стеблем высотой 15—35 см.
Листья линейно-ланцетные, шириной 0,7—2,0 см, по краю курчавые, примерно равны стеблю.
Чехол в несколько раз короче зонтика, коротко заострённый. Зонтик 6—30-цветковый, пучковатый или, реже, полушаровидный, очень рыхлый. Цветоножки неравные, длиной 2—10 см, при основании без прицветников. Листочки узкоколокольчатого околоцветника фиолетово-розовые, с грязно-зелёной жилкой, линейно-ланцетные или ланцетные, наружные в полтора раза шире, островатые, длиной 10—15 мм. Нити тычинок в два—два с половиной раза короче листочков околоцветника, на две трети между собой и с околоцветником сросшиеся, выше между собой спаянные, треугольные, внутренние в полтора раза шире и почти в два раза длиннее наружных.
Коробочка почти шаровидная, диаметром около 6 мм.

## Таксономия
Вид Лук илийский входит в род Лук (Allium) семейства Луковые (Alliaceae) порядка Спаржецветные (Asparagales).
|  |                                      |  |                                                             |                                                             |                   |  | ещё 24 семейства (согласно Системе APG II) | ещё 24 семейства (согласно Системе APG II) |                     |  |  |  | ещё более 870 видов |
|  |                                      |  |                                                             |                                                             |                   |  | ещё 24 семейства (согласно Системе APG II) | ещё 24 семейства (согласно Системе APG II) |                     |  |  |  | ещё более 870 видов |
|  |                                      |  |                                                             | порядок Спаржецветные                                       |                   |  |                                            |                                            | род Лук             |  |  |  |                     |
|  |                                      |  |                                                             | порядок Спаржецветные                                       |                   |  |                                            |                                            | род Лук             |  |  |  |                     |
|  | отдел Цветковые, или Покрытосеменные |  |                                                             |                                                             | семейство Луковые |  |                                            |                                            | вид Лук илийский    |  |  |  |                     |
|  | отдел Цветковые, или Покрытосеменные |  |                                                             |                                                             | семейство Луковые |  |                                            |                                            |                     |  |  |  |                     |
|  |                                      |  | ещё 44 порядка цветковых растений (согласно Системе APG II) | ещё 44 порядка цветковых растений (согласно Системе APG II) |                   |  |                                            | ещё около 300 родов                        | ещё около 300 родов |  |  |  |                     |
|  |                                      |  |                                                             | ещё 44 порядка цветковых растений (согласно Системе APG II) |                   |  |                                            |                                            | ещё около 300 родов |  |  |  |                     |